# Calco (archeologia)

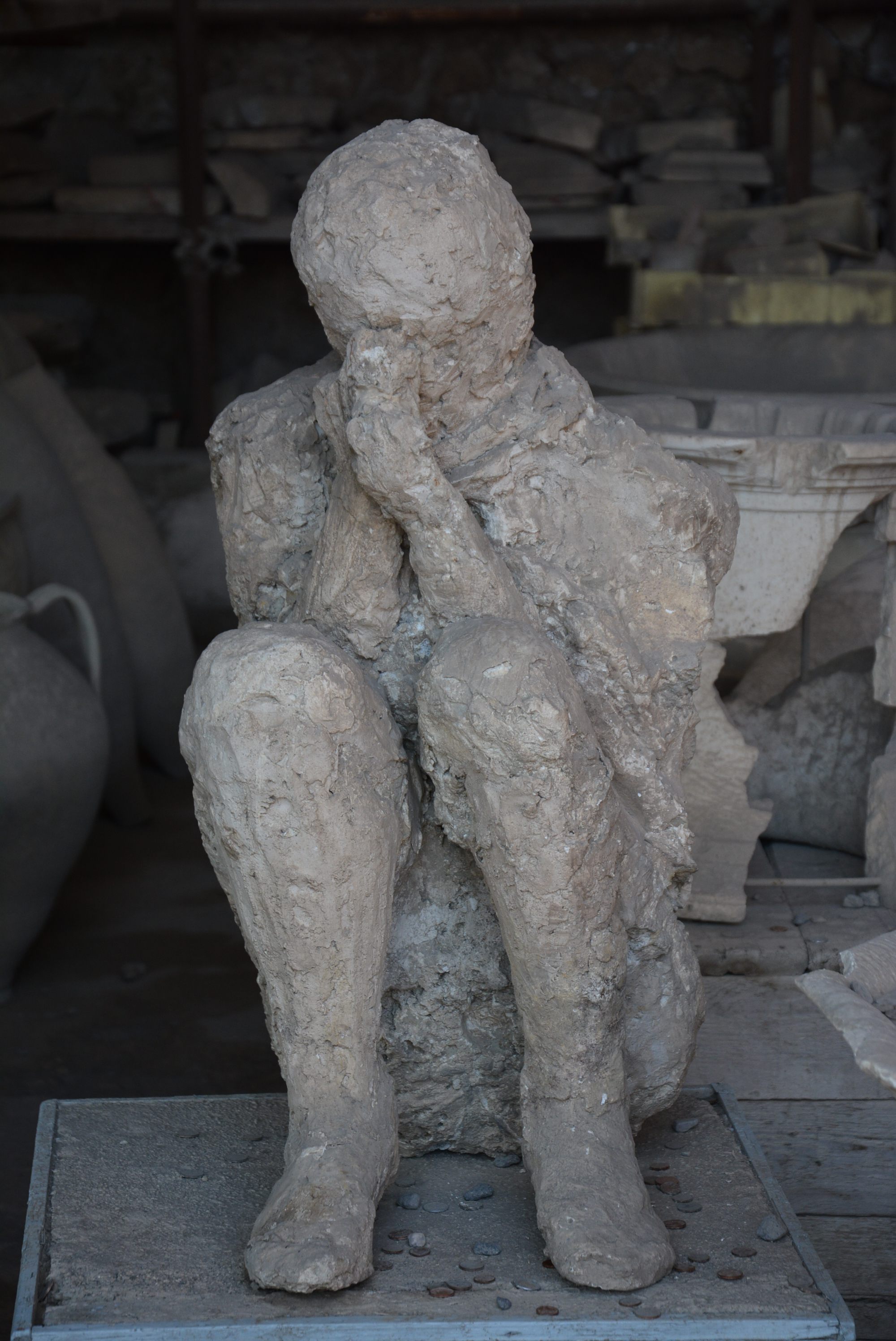
Calco di uomo seduto con mano sul volto conservato nei Granai del Foro a Pompei

Per calco, in archeologia, si intende quella tecnica utilizzata negli scavi archeologici vesuviani mediante la quale, tramite gesso o cemento e acqua, è stato possibile recuperare la forma di esseri umani, animali e oggetti vegetali vittime dell'eruzione del Vesuvio del 79.

## Storia e descrizione
Durante l'eruzione del Vesuvio del 79 le vittime rimasero intrappolate sotto una coltre di lapilli e poi di cenere: successivamente il tutto fu ricoperto con i materiali trasportati dalle colate piroclastiche.
Durante le prime indagini archeologiche dell'antica Pompei gli archeologi si trovavano talvolta di fronte a spazi vuoti: successivamente compresero che questi erano stati occupati da materiali organici che potevano essere corpi umani o animali, resti di oggetti in legno o piante, i quali, ricoperti dalla cenere che nel corso degli anni si era andata solidificando, avevano subito il normale processo di deterioramento, lasciando la loro impronta.

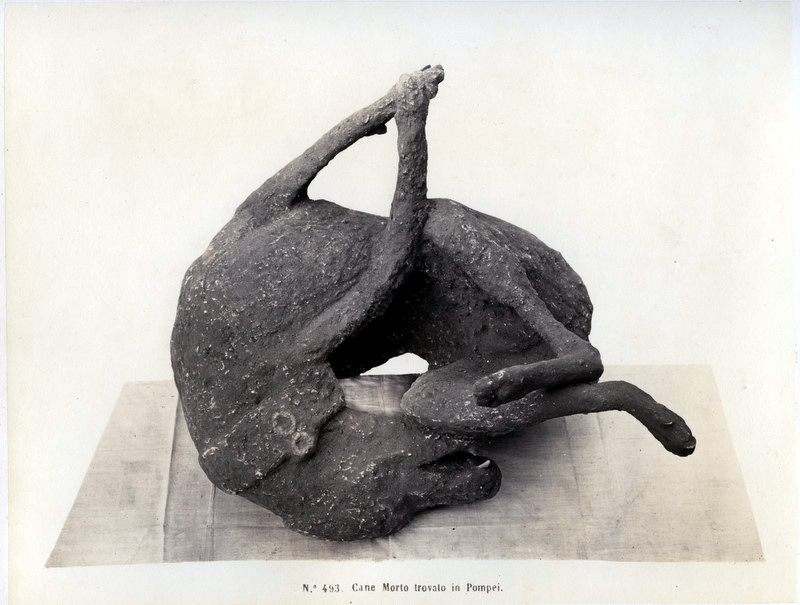
Calco del cane in una foto di Roberto Rive

Nel 1823 il direttore degli scavi di Pompei Antonio Bonucci aveva segnalato che nella cenere era rimasta la traccia di una porta, ma fu solamente nel 1856 che si pensò di ricavarne un calco attraverso delle colate di gesso. Tra il 2 e il 5 febbraio 1863 il nuovo direttore del sito, Giuseppe Fiorelli, sperimentò per la prima volta la tecnica sui resti umani: questa consiste semplicemente, individuata la zona di vuoto, di riempirla con una miscela di gesso o cemento e acqua e una volta solidificata procedere con lo scavo. Il risultato è la copia esatta dell'oggetto, o dell'essere vivente, con le sue forme, la sua posizione, e nel caso di uomini o animali, anche i loro ultimi gesti oltre a tracce di vestiti, le suppellettili che avevano con loro e ossa. I primi su cui vennero effettuati i calchi furono un gruppo di quattro persone ritrovate nel cosiddetto Vicolo degli Scheletri: si trattava di un uomo, una donna stesa su un fianco, una fanciulla e una donna con il volto coperto e il ventre gonfio. 
Nel corso degli anni a seguire furono realizzati altri numerosi calchi tra cui quello di un bambino, di un uomo con il volto atterrito, di uno con sandali ai piedi, o di uno con il volto coperto da un mantello mentre il 20 novembre 1874, nella Casa di Orfeo, venne eseguito quello di un cane.
Quelli realizzati sotto la direzione di Fiorelli e in seguito sotto quella di Vittorio Spinazzola venivano lasciati, appositamente custoditi in teche, nei luoghi del loro ritrovamento, mentre fu con Amedeo Maiuri che una parte di questi fu spostata all'interno dell'Antiquarium di Pompei. Sotto il Maiuri inoltre venne realizzato il gruppo più importante di calchi, composto da tredici persone, probabilmente un unico gruppo familiare, del cosiddetto Orto dei Fuggiaschi.
Di calchi ne furono eseguiti anche su radici di alberi come quelle dei platani nella Palestra Grande a Pompei e di Villa San Marco a Stabia e su oggetti come per la porta d'ingresso della Casa dei Ceii a Pompei. 
Una nuova tecnica venne sperimentata a partire dal 1984: su una vittima rinvenuta in un ambiente della Villa di Lucius Crassius Tertius a Oplonti fu versata della resina in modo tale da avere un calco trasparente che permettesse di vedere sia lo scheletro sia eventuali oggetti come i gioielli che le persone portavano con sé al momento della fuga.
Nel 2015 ottantasei calchi sono stati sottoposti a restauro durante il quale è stata eseguita una TAC per individuarne l'età, le patologie mediche e le abitudini di vita.